# هروه آرسن
هروه آرسن (انگلیسی: Herve arsen؛ زادهٔ ۹ اکتبر ۱۹۶۹)  بازیکن فوتبال اهل ماداگاسکار بود